# Петров, Семён Алексеевич
Семён Алексе́евич Петро́в (1820-е, Екатеринбург, Пермская губерния — 21 декабря 1881  [2 января 1882], Екатеринбург, Пермская губерния) — российский предприниматель и меценат, екатеринбургский купец 2-й гильдии. Приёмный сын М. И. Коробкова. Известен как завещатель средств на создание детского приюта в Екатеринбурге.

## Биография
Родился в начале 1820-х годов. По имеющимся данным, Семён был внебрачным сыном крестьянки по имени Федосья, происходившей из Камышловского уезда.
В младенчестве Семёна подкинули к дому городского головы Екатеринбурга М. И. Коробкова, который взял мальчика на воспитание. После смерти Коробков оставил приёмному сыну в наследство винно-колониальный магазин. Петров оказался способным купцом, ездил на Нижегородскую и Ирбитскую ярмарки, нажил состояние. Впоследствии вступил во 2-ю гильдию.
Известно, что Семён Алексеевич был старообрядцем часовенного согласия, затем принял единоверие. Для Рязановской церкви пожертвовал для икон богатые ризы.
Скончался 21 декабря 1882 года в усадьбе на берегу Верх-Исетского пруда. Похоронен на Ивановском кладбище.

## Строительство приюта
Не оставив наследников, всё нажитое состояние Петров завещал на строительство детского приюта, впоследствии получившего его имя решением Екатеринбургской городской думой, осуществлявшей управление капиталами Петрова. Здание по проекту архитекторов Ю. О. Дютеля и С. С. Козлова было построено рядом с усадьбой Петрова, открытие приюта состоялось 30 августа 1897 года.
Я, екатеринбургский второй гильдии купец Семен Алексеев Петров, находясь в здравом уме и твёрдой памяти, на случай смерти все принадлежащее мне движимое и недвижимое благоприобретённое имущество завещаю на учреждение в Верх-Исетском заводе на принадлежащей мне усадебной земле воспитательного дома для круглых малолетних сирот обоего пола.Из завещания С. А. Петрова
В феврале 1882 года Городской думой была учреждена комиссия под председательством И. И. Симанова для приведения завещания в исполнение. За 4 года комиссией были собраны долговые претензии к умершему. Итоговая сумма завещания была определена в размере 376 323 рубля 64 копейки, возросшая к 1890 году за счёт дивидендов до 440 тысяч рублей. Из этих средств 325 тысяч рублей комиссия признала неприкосновенной частью и оставила на банковских счетах для получения прибыли, оставшиеся 115 тысяч рублей были отведены на постройку здания.
Несмотря на то, что Петров не принимал активного участия в общественной жизни города, власти решили увековечить память о нём. В 1882 году Городская дума постановила в память о купце в день его ангела 3 февраля (21 января) совершать в Кафедральном соборе торжественную панихиду с «оповещением о ней всего города Екатеринбурга».
19 мая 1890 года был утверждён устав приюта, в котором было закреплено название учреждения «Верх-Исетский сиротско-воспитательный дом имени Семёна Алексеевича Петрова». Также устав устанавливал порядок, в соответствии с которым каждому подкидышу давалось фамилия и отчество купца.
Капитал, завещанный Петровым, был основным источником финансирования деятельности приюта. В 1893—1903 годах ежегодный доход городской администрации от управления капиталом составлял от 14,8 до 27 тыс. рублей.